# Mizuki Fukumura

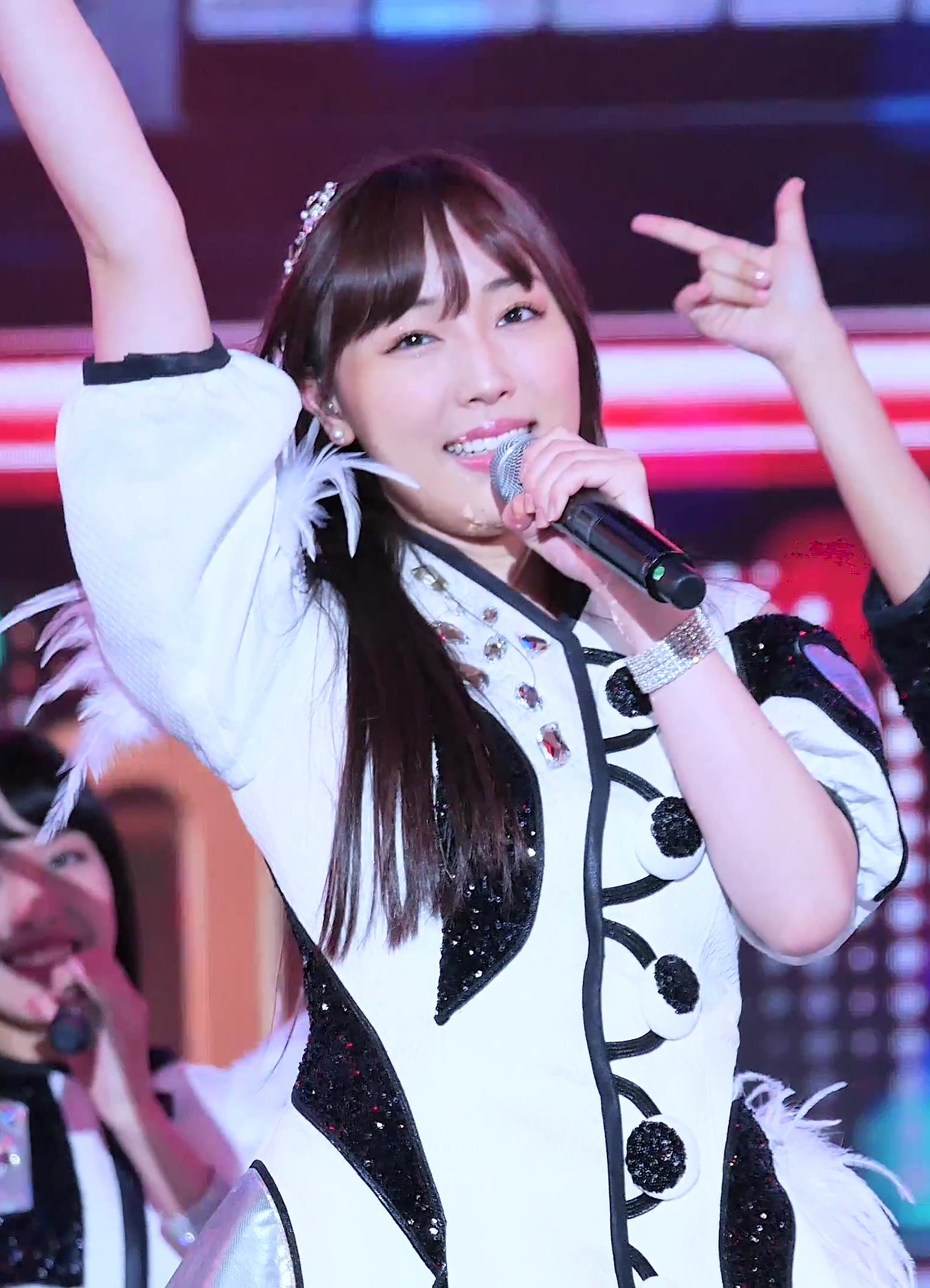
Mizuki Fukumura (2016)

Mizuki Fukumura (jap. 譜久村聖, Fukumura Mizuki; * 30. Oktober 1996 in Tokio) ist eine japanische Sängerin. Sie ist Leader der japanischen Girlgroup Morning Musume und des Hello! Projects. Diesem trat sie 2008 als Hello! Pro Egg bei.

## Leben
Fukumura machte 2008 beim Vorsprechen für Hello! Pro Egg mit und wurde daraufhin Teil der Gruppe. Bereits zuvor, im Jahr 2006, hatte sie am Wettbewerb Kirarin ☆ Girl Contest 2006 teilgenommen und den zweiten Platz erreicht.
Als Hello! Pro Egg wurde Fukumura dazu auserwählt, das seit 2008 laufende Projekt Shogu Chara Egg! zusammen mit Akari Saho, Irori Maeda und Nanami Tanabe in zweiter Generation weiterzuführen. Dort übernahm sie die Rolle der „Amulet Heart“ und für die Single „Watashi no Tamago“ den Hauptgesang. 2010 war Fukumura im Rahmen ihrer Hello! Pro Egg Arbeit als Backgroundtänzerin in zwei von Erina Manos Musikvideos zu sehen, in „Haru no Arashi“ und „Onegai Dakara...?“. Später im Jahr schickte Fukumura ihre Bewerbung für das Vorsprechen der 9. Generation von Morning Musume, „Kyuukie Audition“, ab. Ihr Bewerbungslied war „Maji Bomber“ von der Gruppe Berryz Koubou, welche ebenfalls Mitglied des Hello! Projects ist. Sie schaffte es bis in die dritte Runde des Vorsprechens, schied dann aber aus.
Während des Winterkonzerts 2011 des Hello! Projects wurde die neue, 9. Generation Morning Musumes vorgestellt. Nachdem Produzent Tsunku die drei Gewinner der Finalrunde, Erina Ikuta, Riho Sayashi und Kanon Suzuki, vorgestellt hatte, gab er überraschend bekannt, dass Fukumura Mizuki ebenfalls ein Mitglied der Gruppe werden sollte. Fukumura, welche als Hello! Pro Egg als Backgroundtänzerin beim Konzert mitgewirkt hatte, erfuhr ebenfalls erst in diesem Moment davon.
Für Fukumura folgten besonders Erfolge mit dem Verkauf von Fotobüchern und DVDs. Neben einem Fotobuch, welches die Generationen 9 und 10 zeigt, gab es einige Veröffentlichungen im Rahmen des Hawaii-Events. Fukumuras Versionen waren die meistgekauften der 9. und 10. Generation und nach Sayumi Michishiges sogar die gefragtesten der ganzen Gruppe, wobei sie letztere Anfang 2013 noch überholte. Sie war 12 Mal auf dem Cover des Magazins Young Gangan zu sehen.
Am Ende des Frühlingskonzerts wurde bekanntgegeben, dass Fukumura von nun an zusammen mit Haruna Iikubo das Amt des Subleaders ausführen würde. Als Sayumi Michishige die Gruppe am 26. November 2014 verließ, wurde Fukumura das Amt des Leaders überreicht. Seit März 2019 ist sie der am längsten amtierende Leader der Gruppe, nachdem sie Ai Takahashi mit vier Jahren und drei Monaten überholte. Im Juni des gleichen Jahres übernahm Fukumura zudem die Leitung des Hello! Projects.
Die aktuelle Ära von Morning Musume ist offiziell als „Mizu-Fukumura-Ära“ (ふくむらみず期; fukumura mizu ki) bestätigt worden. Fukumura ist seit fast 10 Jahren Mitglied der Gruppe und hat die Gruppe sowohl visuell als auch musikalisch geprägt. Produzent Tsunku selbst sieht in Fukumura eine Vorreiterin und ein Vorbild für die Hello! Pro Kenshūsei: Zum Zeitpunkt ihres Debüts war sie erst das zweite Mitglied von Morning Musume, das aus den Hello Pro Eggs (den Vorreitern der Kenshūsei) stammte. Seitdem debütierten regelmäßig Mädchen aus dem Nachwuchsprogramm des Hello! Projects. Fukumura zeige, dass die Mädchen mit großem Willen und Leidenschaft sogar Leader des Hello! Projects werden können.
Am 21. Juni 2021 veröffentlichte Fukumura Mizuki ihre erste Solo-Single, „Extra“ (エキストラ). Das Lied ist ein Cover des gleichnamigen Songs des Sängers KAN.

## Fotobücher
- 2013: MIZUKI
- 2014: Utakata (うたかた)
- 2015: Kagayaki (かがやき)
- 2016: Hatachi (二十歳)
- 2018: Makana
- 2019: Tasha! (多謝)

## Auftritte

### Anime
- Shugo Chara! Party (しゅごキャラ パーティー!), lief vom 3. Oktober 2009 bis zum 27. März 2010

### Theater
- 2011: Reborn ~Inochi no Audition~ (リボーン～命のオーディション～)
- 2012: Stacy’s Shoujo Saisatsu Kageki (ステーシーズ 少女再殺歌劇)
- 2013: Gogakuyu (ごがくゆう)
- 2014: LILIUM -Lilium Shoujo Junketsz Kageki- (LILIUM －リリウム 少女純潔歌劇－)
- 2015: TRIANGLE -Triangle- (TRIANGLE -トライアングル-)
- 2016: Zoku 11nin Iru! Higashi no Chihei, Nishi no Towa (続・11人いる！東の地平・西の永遠)
- 2017: Pharaoh no Haka (ファラオの墓)
- 2018: Pharaoh no Haka ~Hebi Ou Sneferu~ (ファラオの墓～蛇王・スネフェル～)